# Kontrollratsgesetz
Kontrollratsgesetze sind in den Jahren 1945 bis 1948 in Ausübung der Besatzungsrechte der vier Siegermächte vom Alliierten Kontrollrat erlassene Gesetze zur allgemeingültigen Anwendung. Die alliierte Gesetzgebung umfasste außerdem eine Reihe von Kontrollratsdirektiven, Kontrollratsproklamationen, Kontrollratsbefehlen und Instruktionen. Verkündet wurden die Gesetze unter anderem im Amtsblatt des Kontrollrats in Deutschland.

## Liste der Kontrollratsgesetze
- Gesetz Nr. 1 vom 20. September 1945: Aufhebung von NS-Recht politischer Natur und von Ausnahmegesetzen, auf welchen das NS-Regime beruhte, insbesondere das Ermächtigungsgesetz vom 24. März 1933 oder das Gesetz zur Wiederherstellung des Berufsbeamtentums vom 7. April 1933[2]
- Gesetz Nr. 2 vom 12. Oktober 1945: Auflösung und Liquidierung der NS-Organisationen[3]
- Gesetz Nr. 3 vom 22. Oktober 1945: Erhöhung von Steuersätzen[4]
- Gesetz Nr. 4 vom 30. Oktober 1945: Umgestaltung des deutschen Gerichtswesens auf der Grundlage des demokratischen Prinzips, der Gesetzmäßigkeit und der Gleichheit aller Bürger vor dem Gesetz ohne Unterschied von Rasse, Staatsangehörigkeit oder Religion[5]
- Gesetz Nr. 5 vom 30. Oktober 1945: Beschlagnahme von deutschem Auslandvermögen[6]
- Gesetz Nr. 6 vom 10. November 1945: Aufbewahrung von Schriftstücken und Ausfertigung von beglaubigten Abschriften[7]
- Gesetz Nr. 7 vom 30. November 1945: Rationierung von Elektrizität und Gas[8]
- Gesetz Nr. 8 vom 30. November 1945: Ausschaltung und Verbot der militärischen Ausbildung[9]
- Gesetz Nr. 9 vom 30. November 1945: Beschlagnahme und Kontrolle des Vermögens der I. G. Farbenindustrie[10]
- Gesetz Nr. 10 vom 20. Dezember 1945: Bestrafung von Personen, die sich Kriegsverbrechen, Verbrechen gegen den Frieden oder Verbrechen gegen die Menschlichkeit schuldig gemacht haben[11]
- Gesetz Nr. 11 vom 30. Januar 1946: Aufhebung einzelner Bestimmungen des deutschen Strafrechts wie die sog. Lex van der Lubbe über Verhängung und Vollzug der Todesstrafe oder die Verordnung gegen Volksschädlinge[12]
- Gesetz Nr. 12 vom 11. Februar 1946: Änderung der Gesetzgebung in Bezug auf Einkommensteuer, Körperschaftssteuer und Gewinnabführung[13]
- Gesetz Nr. 13 vom 11. Februar 1946: Änderung der Vermögensteuergesetze[14]
- Gesetz Nr. 14 vom 11. Februar 1946: Änderung der Kraftfahrzeugsteuergesetze[15]
- Gesetz Nr. 15 vom 11. Februar 1946: Änderung der Umsatzsteuergesetze[16]
- Gesetz Nr. 16 vom 20. Februar 1946: Ehegesetz[17]
- Gesetz Nr. 17 vom 28. Februar 1946: Änderung der Erbschaftssteuergesetzes[18]
- Gesetz Nr. 18 vom 8. März 1946: Wohnungsgesetz[19]
- Gesetz Nr. 19 vom 20. März 1946: Änderung des Gesetzes Nr. 7[20]
- Gesetz Nr. 20 vom 20. März 1946: Erhöhung der Fernsprech- und Telegraphengebühren[21]
- Gesetz Nr. 21 vom 30. März 1946: Deutsches Arbeitsgerichtsgesetz[22]
- Gesetz Nr. 22 vom 10. April 1946: Gestattung von Betriebsräten[23]
- Gesetz Nr. 23 vom 10. April 1946: Verbot militärischer Bauten in Deutschland[24]
- Gesetz Nr. 24 vom 29. April 1946: Grundbuchrecht (Aufhebung des Gesetzes vom 30. September 1936)[25][26]
- Gesetz Nr. 25 vom 29. April 1946: Regelung und Überwachung der naturwissenschaftlichen Forschung[27]
- Gesetz Nr. 26 vom 10. Mai 1946: Tabaksteuer[28]
- Gesetz Nr. 27 vom 10. Mai 1946: Branntweinsteuer[29]
- Gesetz Nr. 28 vom 10. Mai 1946: Bier- und Zündholzsteuer[30]
- Gesetz Nr. 29 vom 31. Mai 1946: Ausfertigung beglaubigter Abschriften von Schriftstücken[31]
- Gesetz Nr. 30 vom 20. Juni 1946: Tabaksteuer[32]
- Gesetz Nr. 31 vom 1. Juli 1946: Auflösung der deutschen Polizeibüros und -agenturen politischen Charakters[33]
- Gesetz Nr. 32 vom 10. Juli 1946: Erlaubnis der Beschäftigung von Frauen bei Bau- und Wiederaufbauarbeiten[34]
- Gesetz Nr. 33 vom 20. Juli 1946: Anordnung einer Volkszählung in den vier Besatzungszonen[35]
- Gesetz Nr. 34 vom 20. August 1946: Auflösung der Wehrmacht[36]
- Gesetz Nr. 35 vom 20. August 1946: Ausgleichs- und Schiedsverfahren in Arbeitsstreitigkeiten[37]
- Gesetz Nr. 36 vom 10. Oktober 1946: Wiedererrichtung der Verwaltungsgerichte[38]
- Gesetz Nr. 37 vom 30. Oktober 1946: Aufhebung einiger gesetzlicher Bestimmungen auf dem Gebiet des Erbrechts[39]
- Gesetz Nr. 38 vom 30. Oktober 1946: Änderung des § 204 der Zivilprozeßordnung[40]
- Gesetz Nr. 39 vom 30. Oktober 1946: Erkennungsflagge, welche alle deutschen und ehemals deutschen Schiffe zu führen haben, die der Alliierten Kontrollbehörde unterstehen[41]
- Gesetz Nr. 40 vom 30. November 1946: Aufhebung des Gesetzes zur Ordnung der nationalen Arbeit[42]
- Gesetz Nr. 41 vom 30. November 1946: Änderung des Gesetzes Nr. 26[43]
- Gesetz Nr. 42 vom 30. November 1946: Änderung des Kontrollratsgesetzes Nr. 12 über Änderung der Gesetzgebung in Bezug auf Einkommensteuer, Körperschaftssteuer und Gewinnabführung[44]
- Gesetz Nr. 43 vom 20. Dezember 1946: Verbot der Militarisierung sowie Herstellung von Kriegsmaterial[45]
- Gesetz Nr. 44 vom 10. Januar 1947: Aufhebung der Verordnung vom 11. Oktober 1944 über außerordentliche Maßnahmen im Pacht-, Landbewirtschaftungs- und Entschuldungsrecht aus Anlass des totalen Krieges[46]
- Gesetz Nr. 45 vom 24. April 1947: Aufhebung des Reichserbhofgesetzes[47]
- Gesetz Nr. 46 vom 25. Februar 1947: Auflösung Preußens[48]
- Gesetz Nr. 47 vom 10. März 1947: Einstellung der deutschen Versicherungstätigkeit im Ausland[49]
- Gesetz Nr. 48 vom 10. März 1947: Vernichtung von Briefmarken der Vorbesetzungszeit[50]
- Gesetz Nr. 49 vom 20. März 1947: Aufhebung des Reichsgesetzes über die Verfassung der Deutschen Evangelischen Kirche vom 14. Juli 1933 vom 8. März 1947[51]
- Gesetz Nr. 50 vom 20. März 1947: Bestrafung der Entwendung und des rechtswidrigen Gebrauchs von zwangsbewirtschafteten Nahrungsmitteln und Gütern und von Urkunden, die sich auf Zwangsbewirtschaftung beziehen[52]
- Gesetz Nr. 51 vom 31. März 1947: Änderung des Kontrollratsgesetzes Nr. 14[53]
- Gesetz Nr. 52 vom 21. April 1947: Änderung des Kontrollratsgesetzes Nr. 16 – Ehegesetz[54]
- Gesetz Nr. 53 vom 31. Mai 1947: Änderung des Versicherungssteuergesetzes vom 9. Juli 1937[55]
- Gesetz Nr. 54 vom 10. Juni 1947: Änderung des Gesetzes Nr. 27 des Kontrollrates[56]
- Gesetz Nr. 55 vom 20. Juli 1947: Aufhebung von Vorschriften auf dem Gebiet des Strafrechts.[57] Aufgehoben wurden z. B. jene Vorschriften, die in der Zeit nach dem Reichstagsbrand zwischen Februar und April 1933 für die Ausschaltung der Grundrechte in der Weimarer Verfassung und die Machtergreifung eine zentrale Rolle gespielt hatten wie die Verordnung des Reichspräsidenten zum Schutz von Volk und Staat.
- Gesetz Nr. 56 vom 30. Juni 1947: Aufhebung des Gesetzes zur Ordnung der Arbeit in öffentlichen Verwaltungen und Betrieben vom 23. März 1934.[58] Zusammen mit dem Gesetz Nr. 40 wurden damit die Grundlagen für die Organisation der Arbeit im völkischen Sinn aufgehoben.[59]
- Gesetz Nr. 57 vom 30. August 1947: Auflösung und Liquidierung von der Deutschen Arbeitsfront angeschlossenen Versicherungsgesellschaften[60]
- Gesetz Nr. 58 vom 30. August 1947: Ergänzung des Anhanges zum Gesetz Nr. 2 des Kontrollrates um die Reichsgruppe der öffentlich bestellten Vermessungsingenieure[61]
- Gesetz Nr. 59 vom 20. Oktober 1947: Änderung des Kontrollratsgesetzes Nr. 13[62]
- Gesetz Nr. 60  vom 19. Dezember 1947: Aufhebung der nationalsozialistischen Gesetzgebung betreffend Filme[63]
- Gesetz Nr. 61 vom 19. Dezember 1947: Änderung des Kontrollratsgesetzes Nr. 12[64]
- Gesetz Nr. 62 vom 20. März 1948: Aufhebung von Gesetzen, Verordnungen und Erlassen, die von der nationalsozialistischen Regierung betreffend die Deutsche Evangelische Kirche erlassen worden waren.[65]

## Aufhebung
Auf dem Gebiet der Deutschen Demokratischen Republik wurden die Kontrollratsgesetze durch einen Beschluss des Ministerrates der UdSSR vom 20. September 1955 aufgehoben.
In der Bundesrepublik Deutschland blieben die Gesetze dagegen (als vorkonstitutionelles Recht) in Kraft, sofern sie nicht dem Grundgesetz widersprachen bzw. sofern sie nicht bereits durch andere Bestimmungen aufgehoben waren. Durch das Gesetz zur Bereinigung des Besatzungsrechts vom 23. November 2007 wurden die 1955 im Überleitungsvertrag definierten Rechtsvorschriften der Besatzungsbehörden aufgehoben, sofern sie nicht in Bundes- oder Landesrecht überführt sind. Lediglich das Kontrollratsgesetz Nr. 35 über Ausgleichs- und Schiedsverfahren in Arbeitsstreitigkeiten vom 20. August 1946 bzw. 9. Februar 1950 bleibt gültig.